# Ballongboll
Ballongboll är en lek och ett lagspel med en stor boll som ska fångas. Leken är belagd i svenskan sedan 1878. Även bollen som används kallas ballongboll.
Enligt svenska spelregler från 1947 ska spelarna försöka fånga eller på annat sätt hejda ett kast av motståndarlaget, därefter från där bollen stoppats (vid lyra tre steg framåt) kastas tillbaka mot motspelarnas mål. Bollen spelas omväxlande av de båda lagen tills den passerat mellan ena lagets målstolpar.
I Italien har även förekommit ett annat spel som kallats ballongboll. Det är dock ett spel som mer påminner om tennis, där bollen endast får vidröras med underarmen som är försedd med skydd av trä.